# Ruisseau du Ballon
Le ruisseau du Ballon est un cours d'eau de la Haute-Saône et un sous-affluent du Rhône par l'Ognon et la Saône.

## Géographie
Le ruisseau du Ballon naît au Haut-du-Them-Château-Lambert, au Ballon de Servance, à 1186 mètres d'altitude. 
Sur ses premiers kilomètres, il dévale rapidement les pentes du massif, il atteint le fond de vallée au niveau de l'ancienne Maison Forestière du Fray (alt. 700 mètres). Il rejoint les hameaux de Belmont et le Maillebourg (550 mètres). 
Il rejoint l'Ognon, au hameau Roche d'Amont (430 mètres). 
Il est le premier des nombreux affluents de l'Ognon.
Sa longueur totale est de 7,8 km.

## Affluents
Le ruisseau du Ballon draine de nombreuses sources et ruisseaux, dont :
- le ruisseau de la Fonderie

## Hydrologie
Le ruisseau du Ballon ne dispose pas de station hydrométrique permanente.